# José Luis Navarro Lara
José Luis Navarro Lara (Ceuta, 22 de abril de 1939-Melilla, 26 de noviembre de 2023) fue  un escritor español.
Nace en Ceuta, poco después de acabar la guerra civil española, en 1939. Durante su infancia sus padres abandonan dicha ciudad para iniciar un largo periplo en busca de oportunidades y un futuro mejor. En Sidi Ifni, territorio por entonces bajo la administración española (África Occidental Española), cursa el bachiller y años después se gradúa en Arte. En Barcelona, entra en contacto con la Generación del 50 y, allí, escribe, da clases y ejerce distintos tipos de oficios. Desde la ciudad condal se traslada a Melilla, donde ejerce como ingeniero y militar. Allí escribe, a diario, artículos de prensa y, posteriormente libros, principalmente de literatura infantil y juvenil, obteniendo diversos galardones literarios.
En cumplimiento de la Ley de Memoria Democrática y a propuesta del escultor Mustafa Arruf, la Asamblea de Melilla aprobó el 14 de diciembre de 2022 el cambio de denominación de la calle Capitán Carlos de Lagándara, ubicada en el Barrio de la Libertad, por la de José Luis Navarro Lara.

## Obras
Entre su prolija lista de publicaciones se encuentran:
- Ángeles de arena (Lóguez Ediciones, 2005)

- Lisa se borra (Editorial C & M, 2008)

- Güilo y el libro viviente (GEEPP Ediciones, 2009)

- El soldado incorrupto y otras soledades (Ediciones Fundación GASELEC, 2009)

- Con, Contra, Sin, Sobre, Tras. Preposiciones deshonestas (GEEPP Ediciones, 2009)

- Clotilde (GEEPP Ediciones, 2010)

- Tacho. En busca del tío Absalón (GEEPP Ediciones, 2010)

- Carlota O’Neill (GEEPP Ediciones, 2011)

- Pluma de ganso (GEEPP Ediciones, 2011)

- Tantos inviernos (Ciudad Autónoma de Melilla, 2018)